# Ishidate Yasuki
Yasuki Ishidate (sinh ngày 24 tháng 9 năm 1984) là một cầu thủ bóng đá người Nhật Bản.

## Sự nghiệp câu lạc bộ
Yasuki Ishidate đã từng chơi cho Kashiwa Reysol, Tochigi SC, Tochigi UVA FC và Zweigen Kanazawa.